# 大井駿
大井 駿（おおい しゅん、1993年4月10日 - ）は、日本の指揮者、ピアニスト、古楽器奏者。

## 略歴
東京都で生まれ、幼少期を鳥取県鳥取市で過ごす。幼い頃よりピアノを始める。2012年、高校卒業後に渡欧。ヨーロッパ各地にて指揮、ピアノ、チェンバロやフォルテピアノなどの古楽器をそれぞれ専攻。
2016年、ザルツブルク・モーツァルテウム大学の学内ピアノオーディションにて優勝し、バート・ライヒェンハル管弦楽団との演奏会でベートーヴェンのピアノ協奏曲第1番を弾き振りにて演奏。
2022年、広島にて行なわれた第1回ひろしま国際指揮者コンクール（旧次世代指揮者コンクール）にて優勝、ならびに細川俊夫の作品の最も優れた演奏に贈られる細川賞を作曲者本人より受賞。
2023年には、ポーランドのワルシャワにて行なわれた、第2回ショパン国際ピリオド楽器コンクールの本大会にも出場。
2018年、2019年、2020年度ヤマハ音楽振興会音楽支援奨学生、2023年度ローム・ミュージック・ファンデーション奨学生。
2024年、ブルックナー生誕200周年を記念して、世界初録音によるブルックナーの交響曲第7番（ヘルマン・ベーンによる2台ピアノ版）をArs Produktionよりリリースし、レコード芸術ONLINEの推薦盤（特選盤）に選ばれる。

## 共演歴
指揮者、またはソリストとして、東京都交響楽団、読売日本交響楽団、東京フィルハーモニー交響楽団、新日本フィルハーモニー交響楽団、群馬交響楽団、京都市交響楽団、大阪フィルハーモニー交響楽団、大阪交響楽団、広島交響楽団、広島ウインドオーケストラ、モーツァルテウム管弦楽団、バート・ライヒェンハル管弦楽団、マイニンゲン宮廷楽団、パリ警視庁吹奏楽団などの国内外のオーケストラと共演。
オーストリア国営放送（ORF）「Talentbörse」や、テレビ朝日「題名のない音楽会」といったメディアにも多数出演。

## 学歴・師事歴
フランス、ドイツ、オーストリア、イタリア、スイスなど5つの国にて学び、3つそれぞれの分野を主専攻として修めている。

### 指揮
- ザルツブルク・モーツァルテウム大学指揮科卒業、同大学院修士課程指揮科修了
  - ブルーノ・ヴァイル、ヨハネス・カリツケ（英語版）、イオン・マリン（英語版）に師事。

### ピアノ
- パリ地方音楽院ピアノ科卒業
- カステルフランコ・ヴェーネト音楽院ピアノ科ディプロム課程修了[2]
- ザルツブルク・モーツァルテウム大学ピアノ科卒業、同大学院修士課程ピアノ科修了
  - 迫昭嘉、ジャック・ルヴィエ、アンドレアス・グロートホイゼン（英語版）に師事。

### 古楽
- ミュンヘン音楽・演劇大学古楽科（歴史的演奏実践科）卒業
- バーゼル・スコラ・カントルム（バーゼル音楽院）大学院フォルテピアノ科修了
  - クリスティーネ・ショルンスハイム（英語版）、エドアルド・トルビアネッリ、ラインハルト・ゲーベルに師事。

## 人物
- 趣味は天体観測、ダイビング、キャンプ、スキー。歴史についても詳しい。[15]
- 日本語のほかに、英語、ドイツ語、フランス語が堪能。